# Shahrestān di Kabudarahang
Lo shahrestān di Kabudarahang (farsi شهرستان کبودراهنگ) è uno dei 9 shahrestān della provincia di Hamadan, il capoluogo è Kabudarahang. Lo shahrestān è suddiviso in 3 circoscrizioni (bakhsh): 
- Centrale (بخش مرکزی)
- Shirin Su (بخش شيرين سو)
- Gol Tappeh(بخش گل تپه)